# Ка Сантони (Болоња)
Ка Сантони је насеље у Италији у округу Болоња, региону Емилија-Ромања.
Према процени из 2011. у насељу је живело 40 становника. Насеље се налази на надморској висини од 789 м.